# عبداللطیف بغدادی
عبداللطیف البغدادی (عربی: موفق الدین محمد عبد اللطیف بن یوسف البغدادی؛ ۵۵۷ در بغداد– ۶۲۹ هـ در بغداد) پزشک، طبیب و همه‌چیزدان، نویسنده، تاریخ‌نگار، مصرشناس و سیاح اهل بغداد بود. او کتابی به نام الطب من الکتاب و السنة دارد.